# Bomba terremoto

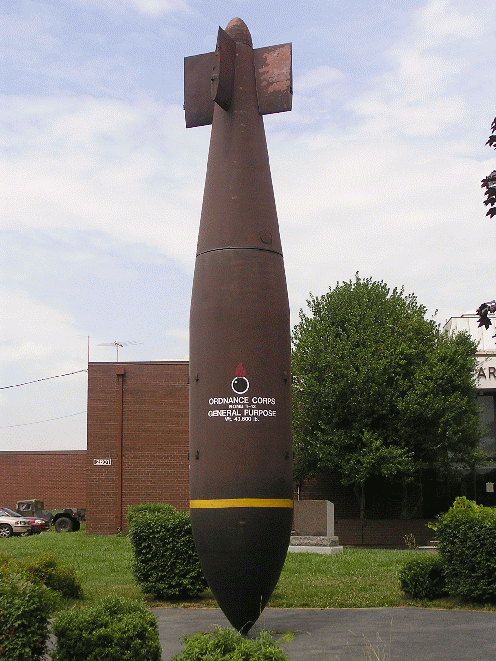
Una bomba aeronautica britannica T-12 Cloudmaker.

La bomba terremoto, dall'inglese earth quake bomb, è un tipo di bomba aeronautica ideata da Barnes Wallis negli anni trenta del XX secolo, sviluppata per distruggere i propri bersagli provocando un'onda d'urto simile a quella causata da un terremoto.

## L'ideazione
Barner Wallis partì dall'evidenza che l'onda d'urto innescata dall'esplosione di un ordigno, si smorza più rapidamente se il mezzo in cui avviene lo scoppio è maggiormente comprimibile. Pertanto l'esplosione di una bomba in aria causa un'onda d'urto che diminuisce molto più rapidamente con la distanza rispetto ad un evento analogo, a parità di materiale esplosivo, che avvenga in mezzi non comprimibile come acqua o terreno. Pertanto gli effetti distruttivi dell'esplosione in aria, o di una superficiale, sarebbero stati meno efficaci rispetto a quelli di uno scoppio in acqua o terreno.
Wallis pensò quindi di realizzare un ordigno di grande peso e dimensioni, caratterizzato da punta
corazzata, di modo da farlo esplodere ad una certa profondità nel terreno e così massimizzare gli effetti dell'onda d'urto. Per far penetrare la bomba in profondità occorreva che il lancio avvenisse da una quota significativa, che avrebbe permesso, dato il peso notevole, di raggiungere una velocità di caduta supersonica. L'esplosione nel terreno avrebbe scatenato un'onda d'urto paragonabile ad un terremoto in miniatura. Da qui il nome del tipo di bomba.
Un simile ordigno, i cui effetti distruttivi derivavano direttamente dall'onda d'urto causata, era destinato principalmente a colpire infrastrutture, quali dighe, viadotti, industrie ed installazione ferroviarie. Quest'idea nasceva anche dall'evidenza di come negli anni trenta fosse ancora impossibile raggiungere una precisione adeguata nelle azioni di bombardamento. Pertanto la distruzione di industrie ed infrastrutture, di fondamentale importanza nell'economia di una guerra, non potendo contare su azioni di precisione, avrebbe costretto all'uso di azioni di bombardamento su larga scala.
Una bomba di questo tipo, la cui azione dipendeva dall'onda d'urto sotterranea, poteva compiere la sua azione distruttiva mancando il bersaglio anche di alcune centinaia di metri. Lo stesso principio di esplosione in un mezzo non comprimibile, portò lo stesso Wallis a concepire le Bombe rimbalzanti (bouncing bombs), bombe aviolanciate, simili a grosse bombe di profondità, destinate all'impiego contro le dighe.

## Il progetto
L'idea di Barnes Wallis prevedeva un ordigno del peso di 10 tonnellate, che esplodesse ad una profondità di 40 m (130 ft) nel terreno. Per farlo il lancio doveva avvenire ad una quota di 12 192 m (40 000 ft).
La Royal Air Force non disponeva all'epoca di un velivolo in grado di lanciare un simile ordigno ad una tale quota. Per questo motivo Wallis, iniziò a progettare un velivolo concepito ad hoc, l'esamotore Vickers Victory Bomber. Il progetto della bomba terremoto e del relativo bombardiere non ottenne il favore degli alti comandi, vista la sua complessità, rimanendo fermo allo stadio preliminare. Solo durante la seconda metà della Seconda guerra mondiale tornarono sui loro passi. Vennero quindi sviluppate la Tallboy e la Grand Slam. Quest'ultima, del peso di quasi 10 tonnellate, fu il più grande e pesante ordigno impiegato durante il conflitto. Le due bombe vennero impiegate in azioni contro strutture pesantemente corazzate, quali ad esempio i bacini fortificati per gli U-Boot lungo la costa francese.
Nel loro impiego operativo i lanci, compiuti da quadrimotori Avro Lancaster pesantemente modificati, non furono mai compiuti da quote superiori a 7 620 m (25 000 ft).